# Кендиши
Кендиши — деревня в Печорском районе Псковской области России. Входит в состав сельского поселения «Лавровская волость».
Расположена у границы с Латвией (севернее Брунишево), в 3,5 км к югу от волостного центра, деревни Лавры и в 35 км к югу от райцентра, города Печоры.

## Население
Численность населения деревни по оценке на конец 2000 года составляла 13 жителей.
| 2001 | 2002 | 2010 |
| ---- | ---- | ---- |
| 13   | ↘11  | ↗16  |